# Scaptodrosophila nitidithorax
Scaptodrosophila nitidithorax är en tvåvingeart som först beskrevs av Malloch 1927.  Scaptodrosophila nitidithorax ingår i släktet Scaptodrosophila och familjen daggflugor. Inga underarter finns listade i Catalogue of Life.